# Colin Hendry
Edward Colin Hendry (Keith, 1965. december 7. –) skót labdarúgó, legutóbb a skót Clyde edzője volt.

## Sikerei, díjai
Blackburn Rovers
- Angol bajnok: 1995

Manchester City
- Az év játékosa: 1990

Rangers
- Skót bajnok: 1999
- Skót kupagyőztes: 1999
- Skót ligakupagyőztes: 1999